# Boukhadra
Boukhadra (em árabe: بوخضرة) é uma comuna localizada na província de Tébessa, Argélia. Sua população estimada em 2008 era de 10 701 habitantes.